# Oldřich Karban
Oldřich Karban (* 13. září 1945 Praha) je český sochař a keramik.

## Život
V letech 1960–1964 absolvoval Střední uměleckoprůmyslovou školu v Praze a následně v letech 1968–1974 Vysokou školu uměleckoprůmyslovou, obor užité sochařství v ateliéru profesora Jana Kavana a profesora Josefa Malejovského. Vystavoval na akcích Svazu českých výtvarných umělců (např. Žena v současné tvorbě, Praha 1976) i na autorských výstavách v Poděbradech, Olomouci, Hradci Králové, Praze, Mariánské Týnici, na zámku Manětín).
Jeho realizace našly uplatnění v exteriérech i v interiérech, jeho díla jsou ve sbírkách Národní galerie v Praze, v Severomoravské galerii v Olomouci, v soukromých sbírkách v Česku i v zahraničí. V Muzeu a galerii severního Plzeňska v Mariánské Týnici je od něj busta Mojmíra Horyny.
V Plzni realizoval keramické žardiniéry ve Velkém divadle, keramické obklady sloupů s plastickými prvky v bývalé Centrální výrobně jídel plzeňské Škodovky v Korandově ulici (zbouráno) a keramickou stěnu pro ředitelství n. p. Řempo. V nákupním středisku ve Švihově realizoval keramickou stěnu Žena s pomeranči.

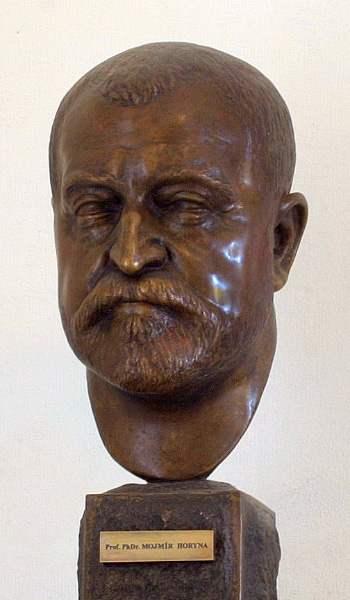
Karbanova busta Mojmíra Horyny